# Bunjani
Bunjani är en ort i Kroatien.   Den ligger i länet Zagrebs län, i den nordöstra delen av landet, 40 km öster om huvudstaden Zagreb. Bunjani ligger 136 meter över havet och antalet invånare är 672.
Terrängen runt Bunjani är huvudsakligen platt. Bunjani ligger uppe på en höjd. Runt Bunjani är det ganska glesbefolkat, med 47 invånare per kvadratkilometer. Närmaste större samhälle är Ivanić-Grad, 8,0 km väster om Bunjani. Omgivningarna runt Bunjani är en mosaik av jordbruksmark och naturlig växtlighet.